# Stillleben mit zwei Äpfeln

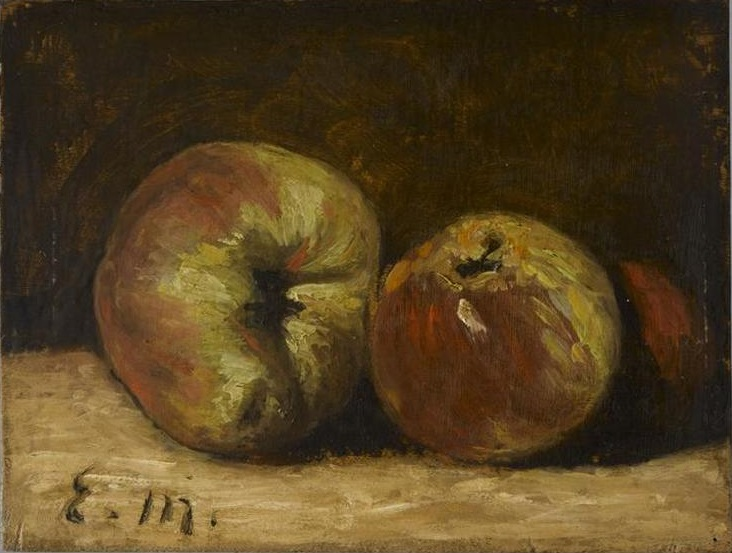
Stillleben mit zwei Äpfeln
Unbekannter Künstler / Nachahmer von Édouard Manet
19. Jahrhundert
14 × 16 cm
Öl auf Leinwand
Musée Magnin, Dijon

Stillleben mit zwei Äpfeln (französisch Nature Morte, Deux Pommes oder Pommes) ist ein in Öl auf Leinwand gemaltes Bild eines unbekannten Künstlers. Das vermutlich im 19. Jahrhundert entstandene Bild galt mehrere Jahrzehnte als authentisches Werk des Malers Édouard Manet. Kunsthistoriker gehen inzwischen davon aus, dass es sich lediglich um ein Werk eines Nachahmers des Künstlers handelt. Das 14 cm hohe und 16 cm breite Gemälde befindet sich in der Sammlung des Musée Magnin in Dijon.

## Bildbeschreibung
Das Bild zeigt im Querformat die zwei namensgebenden Äpfel in der Bildmitte. Der linke, etwas größere Apfel ist von der Ober- oder Unterseite zu sehen, der rechts davon anstoßende zweite Apfel wird von der Seite gezeigt. Auch farblich unterscheiden sich die beiden Früchte. Während beim linken Apfel eher Gelbtöne und ein mattes Orangerot vorherrschen, ist der rechte Apfel mehr in einem kräftigen Rotton mit Glanzpunkt gemalt und weist am Rand Gelbtöne auf. In beiden Äpfeln wird der lockere Pinselstrich des Malers erkennbar und einzelne kurze Farbstriche und Farbtupfer sind zu sehen. Bei genauer Betrachtung kann im Schattenbereich neben den zwei Äpfeln rechts ein weiterer, kleiner, eher rötlicher Apfel gesehen werden.
Die Früchte liegen auf einem hellen Untergrund, der etwa das untere Drittel des Bildes einnimmt. Hierbei könnte es sich um eine Tischdecke oder eine helle Steinplatte handeln, wie sie häufig in der Stilllebenmalerei vorkommt. Die oberen zwei Drittel sind in einem monochrom dunkelbraunen Farbton gehalten. Aufgrund der nach rechts fallenden Schatten kann eine Lichtquelle links außerhalb des Bildes angenommen werden. Das Bild ist unten links mit „E. M.“ signiert, aber nicht datiert.

## Zuschreibung des Bildes
Das Gemälde befindet sich seit der Gründung des Musée Magnin 1938 im Besitz des Museums. Es kam mit der Kunstsammlung des Stifterpaares Maurice und Jeanne Magnin in das Museum. Die Eheleute Magnin hatten das Bild vermutlich auf dem Pariser Kunstmarkt erworben, von wo sie die meisten Stücke ihrer Sammlung bezogen. In der Privatsammlung der Magnins wurde es bereits 1922 als ein Werk Édouard Manets beschrieben. Entsprechend gibt es einen Eintrag von Jeanne Magnin im 1938 erschienenen ersten Katalog der französischen Werke im Musée Magnin, bei dem das Bild ebenfalls als Werk Édouard Manets bezeichnet wird. Auch die Verfasser von Manets Werkverzeichnissen haben das Gemälde lange Zeit als authentisch angesehen. So nahmen es Paul Jamot und Georges Wildenstein in ihrem 1932 erschienenen Werkverzeichnis auf, gefolgt von Sandra Orienti 1967 und Denis Rouart und Daniel Wildenstein 1975. Françoise Cachin, Gründungsdirektorin des Pariser Musée d’Orsay, in dem sich zahlreiche Hauptwerke Manets befinden und zudem Autorin verschiedener Veröffentlichungen zu Manet, wies die Zuschreibung des Bildes zurück. Für sie sprechen sowohl die Malweise des Bildes, wie auch die Signatur für eine Fälschung. Dem schloss sich 2000 auch Laure Starky an, die das aktualisierte Bestandsverzeichnis des Museums verfasste und als Autor des Bildes „imitateur de Manet“ angab. Das Gemälde wird aktuell nicht in der ständigen Ausstellung gezeigt, sondern im Depot aufbewahrt.

## Vergleich mit Stillleben Manets
Édouard Manet hat während verschiedener Schaffensphasen eine Reihe von Stillleben gemalt, darunter auch mehrere Motive mit Äpfeln. Folglich hätte auch das fragliche Stillleben mit zwei Äpfeln ein Werk Manets sein können. Im Werkverzeichnis von Sandra Orienti wird das Bild Stillleben mit zwei Äpfeln auf 1864 datiert. Ein etwa zeitgleich entstandenes Bild Manets zeigt ein Stillleben mit zwei Birnen (Privatsammlung). Trotz ähnlichem Bildaufbau sind die beiden Birnen deutlicher im Detail ausgearbeitet und auch der Hintergrund ist weniger grob ausgeführt. Einen erheblich flüchtigeren Pinselduktus gibt es im Spätwerk Manets. Folglich hatten Rouart/Wildenstein das Gemälde Stillleben mit zwei Äpfeln auf 1882 datiert. In Manets Werken Stillleben mit drei Äpfeln (Privatsammlung) von 1880 sowie Stillleben mit vier Äpfeln (Privatsammlung) von 1882 gibt es durchaus Ähnlichkeiten zum Bild Stillleben mit zwei Äpfeln des unbekannten Künstlers. Die von Françoise Cachin angeführten Zweifel bezüglich Malweise und Signatur sind beim Vergleich mit den anderen Werken Manets jedoch nachvollziehbar.

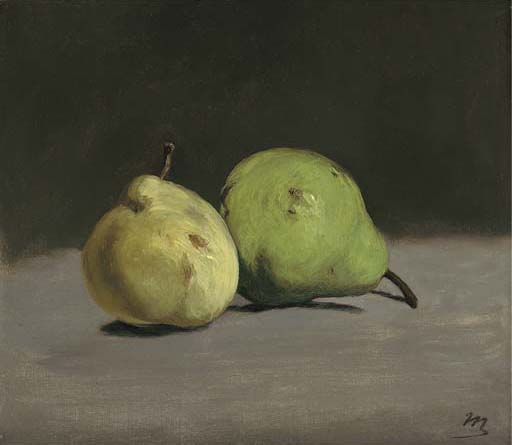
Édouard Manet: Stillleben mit zwei Birnen, 1864
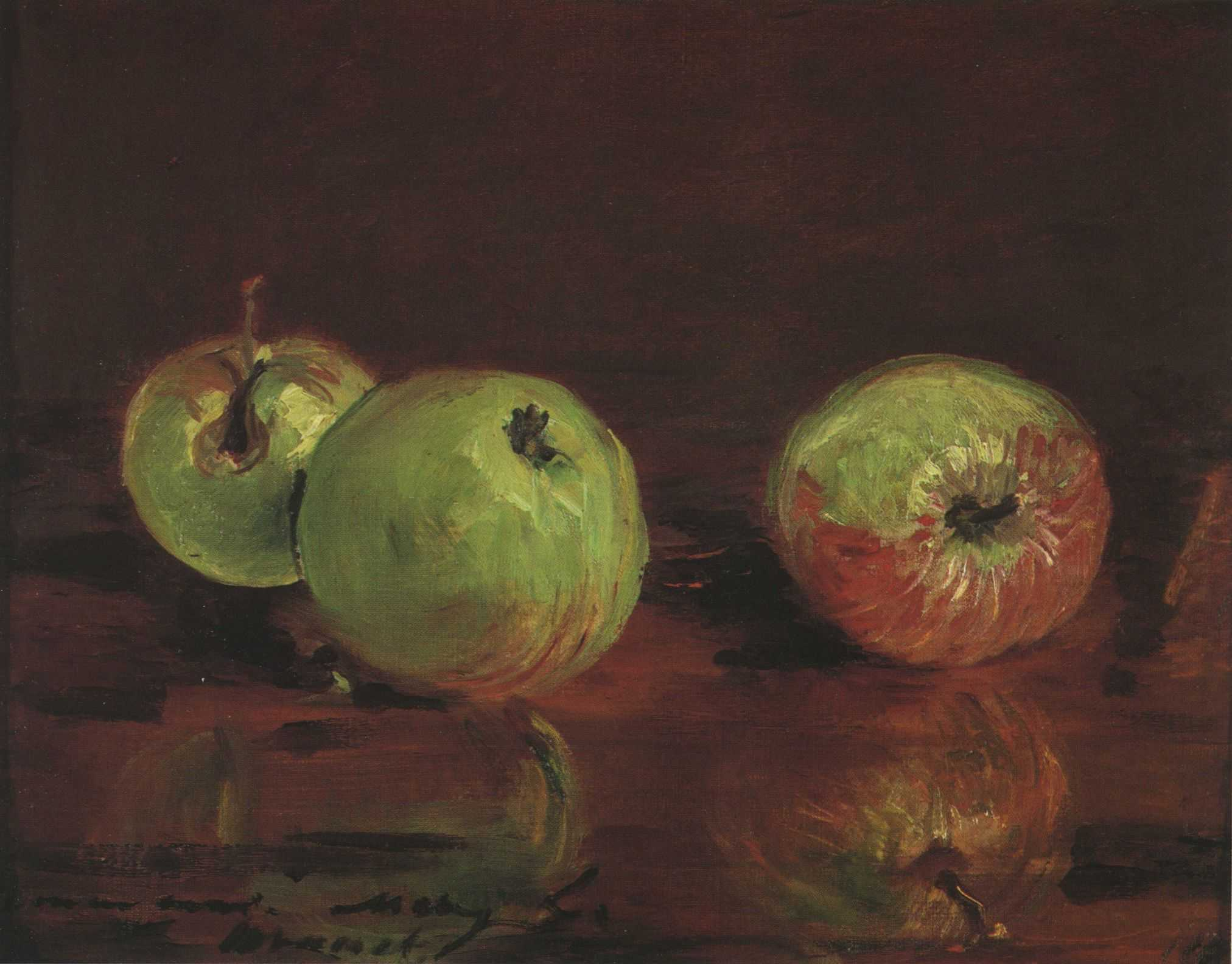
Édouard Manet: Stillleben mit drei Äpfeln, 1880
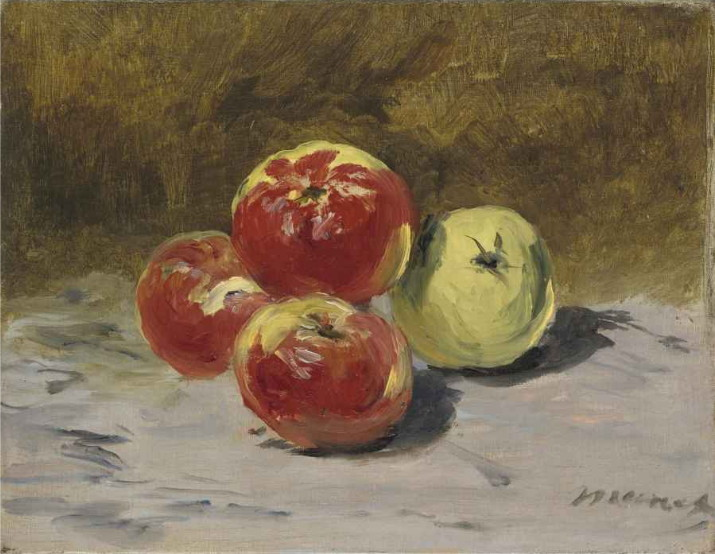
Édouard Manet: Stillleben mit vier Äpfeln, 1882